# Шилка (река)
Шилка је река у Русији, лева притока реке Амур. Настаје спајањем реке Онон и реке Ингода.
Протиче кроз Читску област (Читинская область).
Река је дугачка око 560 km, а површина њеног басена износи око 206.000 km².
Горадови који се налазе уз реку су: Сретенск, Нерчинск (на реци Нерче), Чита (на реци Ингода), Шилка.